# Al-Hubariyah
Al-Hubariyah (tiếng Ả Rập: Tiếng Ả Rập) là một ngôi làng Syria ở huyện Qatana thuộc tỉnh Rif Dimashq. Theo Cục Thống kê Trung ương Syria (CBS), Al-Hubariyah có dân số 711 trong cuộc điều tra dân số năm 2004.